# Denise Moore
Denise Moore (algunas veces denominada como Deniz Moore) fue el seudónimo de E. Jane-Wright (1876 - 21 de julio de 1911). Fue la primera aviadora que falleció en un accidente aeronáutico.

## Biografía
E. Jane-Wright poseía ascendencia británica o estadounidense. Antes de establecerse en Francia en 1911, vivió en Argelia, cuando era parte de Francia. Era la viuda de Denis Cornesson. Voló en Francia bajo el nombre de Denise Moore para ocultar su carrera como aviadora a su familia.
Jane-Wright murió en Étampes, Francia cuando cayó desde 150 pies (45 m) desde su avión volcado. Según la historia aeronáutica, ella es la primera mujer en fallecer por un accidente aéreo. En ese momento, estaba aprendiendo a volar en la Henry Farman Aviation School, inscrita como E. J. Cornesson.